# Álvaro Morte
Álvaro Antonio García Pérez (Algeciras, 23 de fevereiro de 1975) é um ator e diretor espanhol, mais conhecido por interpretar o Professor na série La Casa De Papel.

## Biografia
Nascido em Algeciras, Álvaro estudou artes cênicas na Escuela Superior de Arte Dramático de Córdoba. O ator possui uma sólida carreira em televisão. Em 2014, foi o intérprete de Gabriel Areta em Amar Es Para Siempre, e de Lucas Moliner em El secreto de Puente Viejo, ambas produções da Antena 3. Ele também dedica-se ao teatro e em 2012, fundou a companhia teatral 300 Pistolas, dirigindo produções teatrais como El lazarillo de Tormes, Tres Haras de Copa, La casa de Bernarda Alba e El perro del hortelano.  Em 2017, Morte tornou-se mundialmente conhecido após dar vida ao Professor na série La casa de papel. O êxito da série e do persongagem renderam ao ator troféus como o Prêmio Iris de Melhor Ator em 2019. Em 2020, Álvaro integrou o elenco de The Head, um thriller psicológico ambientado na Antártida. Produzida por The Mediapro Studios, HBO Asia e Hulu Japão, a série foi vendida para cerca de 30 países e marca o primeiro trabalho do ator em língua inglesa. Seus próximos projetos incluem as séries The Wheel of Time e Sin Límites, ambas produções da Amazon Prime Video.

### Televisão
| Ano         | Título                              | Canal              | Papel                       | Episódios    |
| ----------- | ----------------------------------- | ------------------ | --------------------------- | ------------ |
| 2002        | Hospital Central                    | Telecinco          | Bombeiro / Mergulhador      | 2 episódios  |
| 2002        | Policías, en el corazón de la calle | Antena 3           | -                           | 3 episódios  |
| 2007-2008   | Planta 25                           | FORTA              | Ray                         | 65 episódios |
| 2008        | Aida                                | Telecinco          | Chefe de Luisma             | 1 episódio   |
| 2009        | ¡A ver si llego!                    | Telecinco          | Pablo                       | 6 episódios  |
| 2010        | Las chicas de oro                   | TVE                | -                           | 1 episódio   |
| 2009-2010   | Cuéntame cómo pasó                  | TVE                | Toño                        | 4 episódios  |
| 2011-2012   | Bon día, bonica                     | Canal Nou          | Román                       | 40 episódios |
| 2012        | Isabel                              | TVE                | Soldado de Girón            | 1 episódio   |
| 2012        | La memoria del agua                 | TVE                | -                           | 2 episódios  |
| 2012-2013   | Bandolera                           | Antena 3           | Adolfo Castillo             | 14 episódios |
| 2014        | Bienvenidos al Lolita               | Antena 3           | -                           | 4 episódios  |
| 2014        | El Príncipe                         | Telecinco          | Ballesteros                 | 1 episódio   |
| 2014        | Víctor Ros                          | TVE                | Donato Vergel               | 1 episódio   |
| 2014        | Amar es para siempre                | Antena 3           | Gabriel Areta               | 32 episódios |
| 2014-2017   | El secreto de Puente Viejo          | Antena 3           | Lucas Moliner               | 92 episódios |
| 2017– 2021  | La casa de papel                    | Antena 3 / Netflix | Professor (Sergio Marquina) | 48 episódios |
| 2018 - 2020 | El Embarcadero                      | Movistar+          | Óscar                       | 16 episódios |
| 2020        | El último show                      | Aragón TV          | Ele próprio                 | 1 episódio   |
| 2020 -      | The Head                            | Orange Series      | Ramon                       | 6 episódios  |
| 2021 -      | The Wheel of Time                   | Amazon Prime       | Logain Ablar                |              |
| 2021 -      | Sin Límites                         | Amazon Prime       | Juan Sebastián Elcano       | 4 episódios  |

### Filmes e curta-metragens
| Ano  | Título                  | Papel         | Nota(s)          |
| ---- | ----------------------- | ------------- | ---------------- |
| 2003 | Los niños del jardín    | -             | Curta-metragem   |
| 2003 | La guarida del ermitaño | Alberto       | Curta-metragem   |
| 2006 | Ignora                  | -             | Curta-metragem   |
| 2007 | Lola, la película       | Rafael Torres | Papel secundário |
| 2011 | Amores ciegos           | Julio         | Curta-metragem   |
| 2018 | Durante la tormenta     | David Ortiz   | Papel principal  |

## Prêmios e indicações
| Ano  | Prêmio                         | Indicação                             | Trabalho         | Resultado |
| ---- | ------------------------------ | ------------------------------------- | ---------------- | --------- |
| 2018 | Prêmios Feroz                  | Melhor ator protagonista de uma série | La Casa de Papel |           |
| 2018 | Prêmios de la Unión de Actores | Melhor ator principal                 | La Casa de Papel | Indicado  |
| 2018 | Prêmios Zapping                | Melhor ator                           | La Casa de Papel | Indicado  |
| 2019 | Prêmios Iris                   | Melhor ator                           | La Casa de Papel | Venceu    |
| 2019 | Fotogramas de Plata            | Melhor ator de TV                     | La Casa de Papel | Venceu    |
| 2020 | Prêmios Platino                | Melhor ator                           | La Casa de Papel | Venceu    |
| 2021 | Prêmios Forqué                 | Interpretação masculina em série      | La Casa de Papel | Indicado  |
| 2021 | Prêmios Zapping                | Melhor ator                           | La Casa de Papel | Venceu    |